# Epicrionops lativittatus
Epicrionops lativittatus és una espècie d'amfibis gimnofions de la família Rhinatrematidae. És endèmica del Perú.
El seu hàbitat natural inclou boscos secs, montans secs tropicals o subtropicales i rius.